# Yevgueni Saleyev
Yevgueni Sergueyevich Saleyev –en ruso, Евгений Сергеевич Салеев– (Saransk, 19 de enero de 1989) es un deportista ruso que compite en lucha grecorromana. Ganó una medalla de plata en el Campeonato Mundial de Lucha de 2014.
En los Juegos Europeos de Bakú 2015 obtuvo la medalla de oro en la categoría de 80 kg.

## Palmarés internacional
| Campeonato Mundial | Campeonato Mundial   | Campeonato Mundial | Campeonato Mundial |
| Año                | Lugar                | Medalla            | Categoría          |
| ------------------ | -------------------- | ------------------ | ------------------ |
| 2014               | Taskent (Uzbekistán) | Medalla de plata   | 80 kg              |
| Juegos Europeos    |                      |                    |                    |
| Año                | Lugar                | Medalla            | Categoría          |
| 2015               | Bakú (Azerbaiyán)    | Medalla de oro     | 80 kg              |